# ジョーダン・ハギル
ジョーダン・ハギル（Jordan Hugill 、1992年6月4日 - ）は、イングランド・ミドルズブラ出身のプロサッカー選手。ロザラム・ユナイテッドFC所属。ポジションはFW。

## クラブ経歴
ノンリーグのクラブであるシーハム・レッドスターFC、コンセットAFC、ウィトビー・タウンFC、マースク・ユナイテッドFCでプレーし、スペインのヘレス・インダストリアルCFにも在籍した。
2013年6月にリーグ1のポート・ヴェイルFCと契約を締結し、ゲーツヘッドFCへの期限付き移籍を経て、10月にプロデビューを果たした。
2014年6月にプレストン・ノースエンドFCと契約した。2015年2月にトレンメア・ローヴァーズFCに期限付き移籍し.、翌月にはハートリプール・ユナイテッドFCに期限付き移籍。
2018年1月に移籍金1000万ポンドでプレミアリーグのウェストハム・ユナイテッドFCに移籍した。8月に期限付き移籍でチャンピオンシップのミドルスブラFCに加入し、2019-20シーズンはクイーンズ・パーク・レンジャーズFCに期限付き移籍した。
2020年8月、最大500万ポンドの移籍金でノリッジ・シティFCに移籍。
2021年8月25日、ウェスト・ブロムウィッチ・アルビオンFCに期限付き移籍で加入することが発表された。
2022年1月30日、カーディフ・シティFCにシーズン終了までの期限付き移籍で加入した。
2023年1月25日、ロザラム・ユナイテッドFCに移籍。

## 所属クラブ
- シーハム・レッドスターFC（英語版） 2008-2009
- コンセットAFC（英語版） 2009-2010
- ヘレス・インダストリアルCF（英語版） 2011
- ウィトビー・タウンFC 2011-2012

→ マースク・ユナイテッドFC 2012 (loan)
- ポート・ヴェイルFC 2013-2014

→ ゲーツヘッドFC 2013 (loan)
- プレストン・ノースエンドFC 2014-2018

→ トレンメア・ローヴァーズFC 2015 (loan)
→ ハートリプール・ユナイテッドFC 2015 (loan)
- ウェストハム・ユナイテッドFC 2018-2020

→ ミドルズブラFC 2018-2019 (loan)
→ クイーンズ・パーク・レンジャーズFC 2019-2020 (loan)
- ノリッジ・シティFC 2020-

→ ウェスト・ブロムウィッチ・アルビオンFC 2021-2022 (loan)
→ カーディフ・シティFC 2022 (loan)
- ロザラム・ユナイテッドFC 2023-